# Фіцпатрик (Алабама)
Фіцпатрик (англ. Fitzpatrick) — переписна місцевість (CDP) в США, в окрузі Буллок штату Алабама. Населення — 79 осіб (2020).

## Географія
Фіцпатрик розташований за координатами 32°12′15″ пн. ш. 85°52′26″ зх. д. / 32.20417° пн. ш. 85.87389° зх. д. (32.204083, -85.873979).  За даними Бюро перепису населення США в 2010 році переписна місцевість мала площу 10,87 км², з яких 10,78 км² — суходіл та 0,09 км² — водойми.

## Демографія
Згідно з переписом 2010 року, у переписній місцевості мешкали 83 особи в 42 домогосподарствах у складі 25 родин. Густота населення становила 8 осіб/км².  Було 49 помешкань (5/км²).
Расовий склад населення:
| - 78,3 % — білих - 21,7 % — чорних або афроамериканців |

До двох чи більше рас належало 0,0 %. Частка іспаномовних становила 2,4 % від усіх жителів.
За віковим діапазоном населення розподілялося таким чином: 16,9 % — особи молодші 18 років, 61,4 % — особи у віці 18—64 років, 21,7 % — особи у віці 65 років та старші. Медіана віку мешканця становила 51,3 року. На 100 осіб жіночої статі у переписній місцевості припадало 112,8 чоловіків;  на 100 жінок у віці від 18 років та старших — 109,1 чоловіків також старших 18 років.
Цивільне працевлаштоване населення становило 19 осіб. Основні галузі зайнятості: інформація — 100,0 %.